# Villervalle i Söderhavet (film)
Villervalle i Söderhavet är en svensk familjefilm från 1968 i regi av Torgny Anderberg. Filmen är en klippfilm från TV-serien med samma namn från 1963, vilken i sin tur bygger på Bengt Danielssons bok Villervalle i Söderhavet. I rollerna ses bland andra Olof Thunberg, Lena Granhagen och Anna-Lisa Baude.

## Om filmen
Filmen spelades in i Stockholm samt på söderhavsöarna Tahiti och Raroia. Den producerades av Svenska AB Nordisk Tonefilm och distribuerades av Warner-Tonefilm AB. Filmen fotades av Bengt Dalunde och Bengt Börjeson och klipptes av Carl-Olov Skeppstedt. Musiken komponerades av Lennart Fors. Filmen hade biopremiär den 18 februari 1968 på biograf Cosmorama i Göteborg och en vecka senare hade den premiär i Stockholm på Filmstaden Sergel.

## Mottagande
Filmen fick genomgående negativa recensioner. Dagens Nyheter kommenterade den som den nedklippta filmversionen av "den nästan legendariskt dåliga TV-serien". Expressens Jonas Sima kallade sitt biobesök för "en beklämmande upplevelse". Svenska Dagbladets recensent Elisabeth Sörenson ansåg TV-serien som tradig och applåderade därför att denna klippts ned till en långfilm istället. Hon kommenterade filmen med orden "Av serien har blivit en acceptabel s k familjefilm och premiärpubliken på Sergel föreföll belåten - något som egentligen och dessvärre talar för att armodet är stort i den här genren."